# 2000年夏季残疾人奥林匹克运动会奥地利代表团
2000年夏季残疾人奥林匹克运动会奥地利代表团是奥地利派出的2000年夏季残疾人奥林匹克运动会代表团。获得2枚金牌、7枚银牌和6枚铜牌。